# Ernest Matet
Pour la commune, voir Matet.
Ernest Matet est un médecin et homme politique français. Membre de la SFIO, il fut une importante figure du département du Gard dans la seconde moitié du XXe siècle. 

## Détail des mandats
- Conseiller général du Canton d'Aramon (1945-1964)
- Président du Conseil général du Gard (1951-1957)
- Maire de Montfrin (1959-1965)

## Oœuvres
- Un républicain, un vrai, Ulysse Larrey, Calade, 2004